# Sagmatias australis
Il lagenorinco australe (Sagmatias australis (Peale, 1848)) è un piccolo delfino che vive nelle acque intorno alla Terra del Fuoco, all'estremità meridionale del Sudamerica. In inglese viene chiamato Peale's dolphin in onore del suo scopritore, il naturalista americano Titian Peale.

## Descrizione

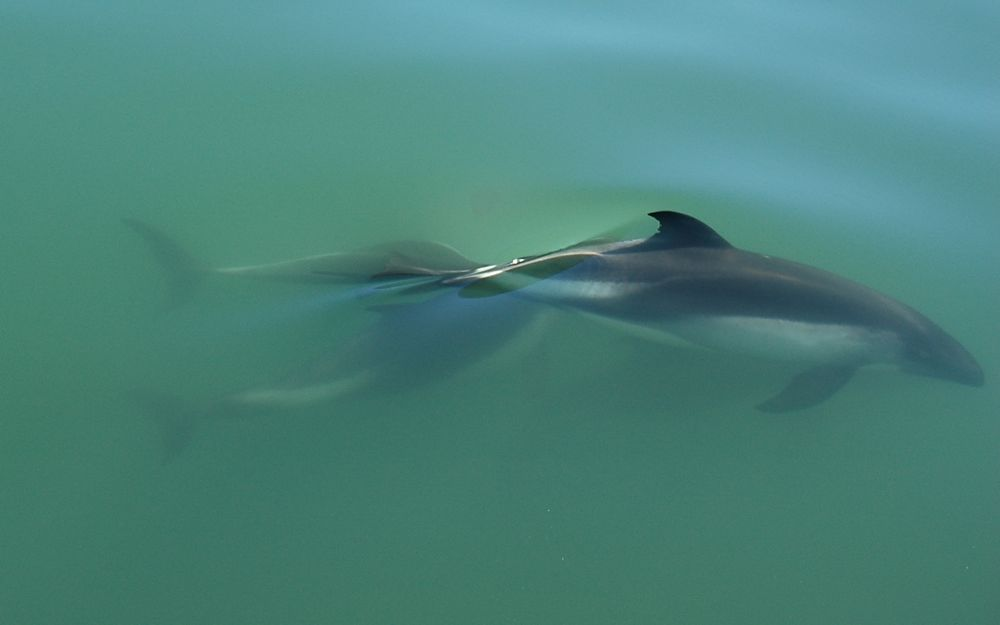
Lagenorinco australe.

Il lagenorinco australe presenta le dimensioni tipiche dei rappresentanti della sua famiglia - circa 1 m di lunghezza alla nascita e 2,1 m nel pieno sviluppo. Gli adulti pesano circa 115 kg. La faccia e il dorso grigi scuri o neri contrastano con l'evidente macchia toracica grigio-biancastra che va dall'occhio fino a metà corpo e con la banda posteriore che raggiunge il peduncolo caudale. Il ventre è bianco. Inoltre, proprio dietro a ciascuna pinna pettorale si trova una macchia bianca, nota come «ascella». La pinna dorsale è piuttosto grande per un cetaceo di queste dimensioni ed è distintamente falcata. Le pinne pettorali, invece, sono piccole e appuntite. La pinna caudale ha anch'essa le estremità appuntite e presenta inoltre un seno interlobare molto evidente.
Se visto da lontano, può essere facilmente confuso con il lagenorinco scuro.

## Distribuzione e habitat

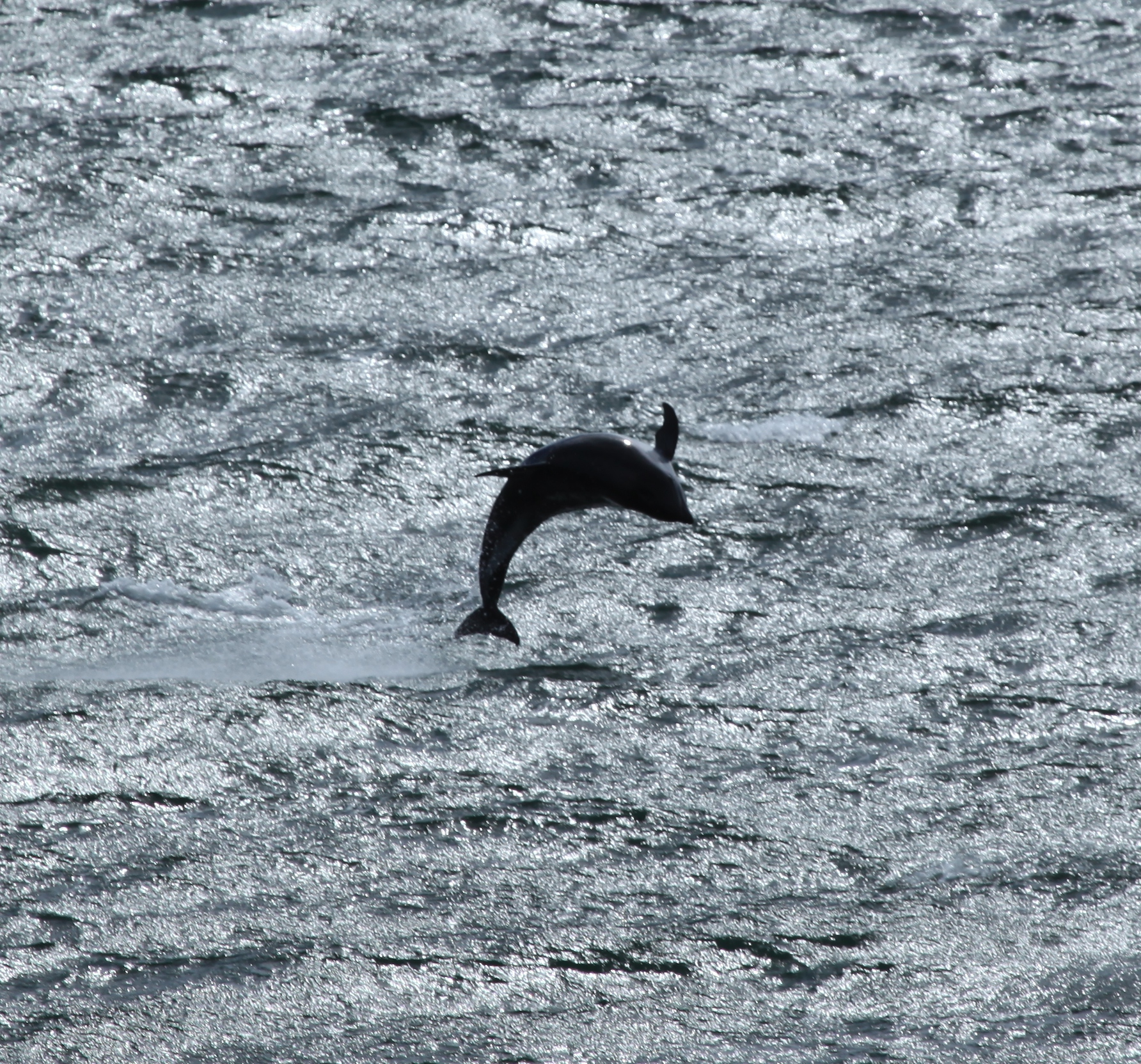
Lagenorinco australe che salta al largo delle Falkland.

Il lagenorinco australe è endemico delle acque costiere che circondano il Sudamerica meridionale. Sul versante pacifico, può essere osservato a nord fino a Valdivia, in Cile, all'altezza di 38° S. Su quello atlantico, gli avvistamenti in genere iniziano a farsi più rari a partire da 44°S - nei pressi del golfo San Jorge, in Argentina. Verso sud, è stato avvistato fin quasi a 60° S - ben dentro allo stretto di Drake.
Viene spesso rinvenuto in acque caratterizzate da correnti molto forti, ad esempio in prossimità dell'ingresso di canali o bracci di mare, ma anche in acque più sicure, come nelle baie.
L'entità della popolazione è sconosciuta, ma ricerche recenti stimano che nella parte atlantica dell'areale vivano circa 21800 esemplari.

## Biologia
I lagenorinchi australi si riuniscono in piccoli gruppi - quasi sempre di circa cinque esemplari, ma talvolta anche di 20. In rare occasioni, in estate e in autunno, sono stati segnalati gruppi molto più grandi (100 individui). Generalmente un gruppo di questi animali si muove spostandosi in linea parallela lungo la costa. Pur nuotando quasi sempre lentamente, non sono restii a scatti fulminei.
Spesso vengono visti nuotare lentamente vicino ai letti di kelp. In alcuni casi si associano volentieri ad altri cetacei, come i cefalorinchi di Commerson.
Nell'Atlantico sud-occidentale, i lagenorinchi australi si alimentano in prossimità della costa, nutrendosi principalmente di pesci demersali e di fondale come il merluzzo antartico e il granatiere della Patagonia; negli stomaci esaminati sono stati rinvenuti anche polpi, calamari e gamberetti. Si alimentano sui letti di kelp o nelle zone limitrofe e in acque aperte, cooperando tra loro per catturare le prede disponendosi in formazioni lineari o a cerchio.

## Tassonomia
Sebbene venga tradizionalmente classificato nel genere Lagenorhynchus, recenti analisi molecolari indicano che il lagenorinco australe sia in realtà più strettamente imparentato con le specie del genere Cephalorhynchus. Se ciò corrisponde alla verità, la specie andrebbe trasferita in Cephalorhynchus o in un nuovo genere. Un genere alternativo in cui porre questa specie (assieme al lagenorinco dai denti obliqui e al lagenorinco scuro) è Sagmatias, che è stato accettato dalla American Society of Mammalogists. Alcune caratteristiche comportamentali e morfologiche, tuttavia, supporterebbero il trasferimento della specie in Cephalorhynchus. Secondo Schevill e Watkins, 1971, il lagenorinco australe e le specie di Cephalorhynchus sarebbero gli unici delfini a non emettere fischi. Inoltre, il lagenorinco australe presenta, come alcune specie di Cephalorhynchus, una caratteristica macchia bianca sulle «ascelle», proprio dietro alle pinne pettorali.

## Conservazione
La propensione dei lagenorinchi australi a spostarsi solo su piccole area e a rimanere vicino alla costa li ha resi vulnerabili alle interferenze umane. Durante gli anni '70 e '80, ogni anno i pescatori cileni li uccidevano a migliaia per usarne la carne come esca per i granchi. Da allora questa pratica è divenuta meno frequente, ma non è ancora stata dichiarata illegale.
In Argentina sono stati segnalati casi di lagenorinchi australi rimasti intrappolati nelle reti da posta, ma l'entità del fenomeno non è nota. Gruppi ambientalisti come Whale and Dolphin Conservation stanno tuttora spingendo affinché vengano effettuate maggiori ricerche su questa specie.
Il lagenorinco australe figura nell'Appendice II della Convenzione sulla conservazione delle specie migratrici degli animali selvatici (CMS), in quanto richiederebbe o trarrebbe un significativo beneficio da accordi internazionali specifici.